# Breuchotte
Breuchotte település Franciaországban, Haute-Saône megyében. Lakosainak száma 301 fő (2022. január 1.). Breuchotte Raddon-et-Chapendu, Amage, La Bruyère, Esboz-Brest és Froideconche községekkel határos.

## Népesség
A település népességének változása:
| Lakosok száma | 310  | 305  | 309  | 300  | 298  | 301  | 304  | 302  | 301  |
|               | 2013 | 2015 | 2016 | 2017 | 2018 | 2019 | 2020 | 2021 | 2022 |